# Anton Supersberg (Politiker, 1847)
Anton Supersberg (auch: Supersperg) (* 19. Januar 1847 in Flitsch/Bovec, Görz-Gradisca, heute Slowenien; † 12. April 1921 in Sachsenburg) war ein österreichischer Gutsbesitzer und Politiker.

## Leben
Supersperg war der Sohn des Bezirkskommissars in Flitsch Anton Supersperg (* 1809; † 21. Juni 1885) und dessen Ehefrau Theresia geb. Fercher (* 1822; † 31. August 1866). Er war römisch-katholisch und heiratete 1880 Elisabeth Pfeffer (* 14. Februar 1860; † nach Februar 1943). Aus der Ehe gingen zwei Söhne und eine Tochter hervor.
Er lebte als Gutsbesitzer, k.k Postmeister und Postexpedient in Sachsenburg. Er wurde Vize-Präsident und von 1906 bis 1911 Präsident der k.k. Landwirtschaftsgesellschaft und bis 1911 Mitglied des Staatseisenbahnrates.
Vom 10. Dezember 1886 (Nachwahl am 14. Oktober 1886 für den verstorbenen Josef Tauerer) bis zum 25. Juli 1896 war er Abgeordneter im Kärntner Landtag für den Wahlkreis LGM 6 Spittal. Im Landtag war er in der VI. Wahlperiode von 1886 bis 1890 Mitglied des Ausschusses für Bauten und Kommunikation und in der II. Wahlperiode von 1890 bis 1896 Mitglied des Ausschusses für Bauten und Kommunikation und für die Drauregulierung. Er gehörte dem Klub Deutschliberale an.
1898 wurde er zum kaiserlichen Rat ernannt und 1911 mit dem Ritterkreuz des Franz-Joseph-Ordens ausgezeichnet.